# 名古屋市立守山中学校
名古屋市立守山中学校（なごやしりつ もりやまちゅうがっこう）は、愛知県名古屋市守山区大屋敷にある公立中学校。

## 概要
太平洋戦争後の学制改革の際、旧・守山町立の新制中学校として設立された。2024年（令和6年）度現在の総生徒数は784名。

## 沿革
- 1947年（昭和22年） - 守山町立守山中学校として創立[2]。
- 1950年（昭和25年） - 守山町立守山東中学校が分離・独立[2]。
- 1952年（昭和27年） - 守山町立守山西中学校が分離・独立[2]。
- 1954年（昭和29年） - 守山市発足に伴い、守山市立守山中学校に改称[2]。
- 1963年（昭和38年） - 守山市の名古屋市編入に伴い、現校名に改称[2]。
- 1978年（昭和53年）4月1日 - 名古屋市立守山中学校分校が開校[3]。
- 1979年（昭和54年）4月1日 - 名古屋市立守山北中学校が分離・独立[2]。

## 学校努力点
本校では、学校の目標として学校努力点が決められている。
2024年（令和6年）度現在の学校努力点は、「仲間と共に学び合う」となっている。

## 部活動
生徒は希望により部活動に参加することができる。1年生から3年生までの縦の人間関係の中で、自主性・協調性を養うとともに、技能をみがき、心身の健全な発達をめざすものである。
運動部
- 野球部
- ハンドボール部
- 柔道部
- 卓球部（新入部員募集停止）
- サッカー部
- バスケットボール部：女子は井上眞一が赴任した後、1980年（昭和55年）から全中6連覇、井上が1986年（昭和61年）に名古屋短期大学付属高校に異動した後も優勝し、8連覇を達成した。[要出典]
- 陸上部

文化部
- 合唱部

## 学級委員
室長
- 学級活動の中心となる。
- 先生と学級との連絡をとる。
- 集会や学級会の中心になって進める。
- 学級活動の記録、学級会、学級諸記録を保管する。

議員
- 学級代表として生徒議会の議員となる。
- 生徒議会の記録を保管する。

生活
- 週番活動に参加し、生活目標の達成に努める。
- 校内生活規律維持向上に努める。

美化
- 校内の清潔整とんに努める。
- 清掃用具・施設・備品等の整理整とん及び緑化に努める。

広報
- 校内放送その他生徒会の広報活動を行う。
- 掲示物の整理に努める。

図書
- 図書の閲覧及び貸し出し、返却の仕事をする。
- 購入希望図書の調査をする。

体育
- ボールなどの貸し出しをする。
- 体育担当の先生と連絡をとり、学級の体育活動の促進に努める。

保健
- ミルク当番やせっけん液の補充・点検を行う。
- 教室内の環境衛生に努める。
- 健康診断の補助をする。
- 健康に関する資料作成し、啓発活動を行う。

## 選挙管理委員会
他の委員会とは異なった、独立したものと扱われる。
- 生徒会執行部を決める選挙の管理を行う。
- 公示・結果発表を行う。

## 生徒会活動
この会は、積極的な自治活動を行い、会員自身の生活の向上を目指し、よい校風をうちたて、民主的で立派な社会人になることを目的とする。活動は前期と後期に分かれていて、内容も異なる。
前期
- ふれあいリサイクル運動：地域で行うリサイクル運動。
- 緑の募金運動：緑の羽募金を行う。
- ユニセフ募金運動：ユニセフの募金を行う。
- あいさつ募金運動：2つの募金運動と同じ期間に行う運動。

後期
- 3年生を送る会：生徒会企画と司会を生徒会執行部が行う。
- 赤い羽根募金：赤い羽根の募金運動を行う。
- あいさつ募金運動：赤い羽根募金と同じ期間に行われる。

## 学校行事
- 入学式：2・3年生は生徒会執行部を除き、出席しない。
- 体育大会：クラス対抗の長縄が恒例となっている。
- 音楽会：瀬戸市民文化センターで行う。
- 修学旅行：清里高原・東京観光・ディズニーランドが組み込まれる。
- 稲武野外学習：稲武野外教育センターで行う。
- 体験型職業人講話：様々な職業の人々が校内で講じる。1年生のみ参加。
- 3年生を送る会：学年の出し物を行い、繋ぎとして有志発表が入る。
- 卒業式：体育館の収容人数の関係で2・3年生のみ参加。ただし、近年はコロナにより3年とその保護者のみになっている。

## 交通
- 名鉄瀬戸線 小幡駅
- 名鉄瀬戸線 瓢箪山駅

## 校区内の小学校
- 名古屋市立守山小学校
- 名古屋市立廿軒家小学校
- 名古屋市立西城小学校

## その他
この学校はTBS系ドラマ「キッズウォー」シリーズのロケ地として使われた。
この学校は制服が､学ラン・セーラー服からブレザーに変更された。